# Яньтай Шимао
Яньтай Шимао (Yantai Shimao) — комплекс небоскрёбов, расположенный в деловом центре китайского города Яньтай. Построен в 2017 году в стиле постмодернизма, на начало 2020 года башня № 1 являлась самым высоким зданием города, 53-м по высоте зданием Китая, 63-м — Азии и 103-м — мира. Архитектором комплекса выступила гонконгская фирма Wong Tung & Partners, застройщиком — компания China Construction Third Engineering, владельцем является оператор недвижимости Shimao Group.
Башня № 1 построена в 2017 году, башни № 2, 3 и 4 построены в 2011 году. 
- Башня № 1 The Harbour (323 м) имеет 59 наземных этажей, на которых расположены 396 гостиничных номеров пятизвёздочного отеля, 100 жилых апартаментов и офисы[2][3][4][5].
- Башня № 2 (190 м) имеет 59 наземных этажей, занятых жилыми квартирами[6][7].
- Башня № 3 (184 м) имеет 56 наземных этажей, занятых жилыми квартирами[8][9][10].
- Башня № 4 (175 м) имеет 54 наземных этажа, занятых жилыми квартирами[11][12].
- В подиуме комплекса расположены 4-этажный торговый центр, рестораны и паркинг.